# Эйлса-Крейг
Э́йлса-Кре́йг (англ. Ailsa Craig, гэльск. Aillse Creag) — остров вулканического происхождения в Шотландии. Лежит в заливе Ферт-оф-Клайд в четырнадцати километрах от берега. Входит в состав области Саут-Эршир.
На острове добывается лучший гранит, идущий на изготовление игровых камней для кёрлинга.